# John Gund Brewing Company
Die John Gund Brewing Company ist eine ehemalige US-amerikanische Brauerei in La Crosse (Wisconsin). Sie wurde 1872 von John Gund unter dem Namen Empire Brewery gegründet und schloss im Jahr 1920.

## Geschichte
Der deutsche Auswanderer John Gund verkaufte 1872 seine Anteile an der G. Heileman Brewing Company, um ein eigenes Unternehmen aufzubauen. Mit dem Erlös baute er die Empire Brewery an der South Avenue in La Crosse, bestehend aus Hauptgebäude, Brauhaus, Kühlhaus, Mälzerei, Maschinenhaus und Abfüllanlage. Im Jahr 1880 wurde ein zweites Kühlhaus fertiggestellt. Die Kapazität der Brauerei belief sich auf 30.000 Barrel pro Jahr.
Am 1. Mai 1880 wurde die Brauerei als John Gund Brewing Company mit einem Gründungskapital von 100.000 Dollar offiziell eingetragen. Leitende Angestellte waren John Gund (Präsident), George Gund (Handelsvertreter) und John Gund, Jr. (Buchhalter). Henry Gund zog 1882 nach Minneapolis, um das dortige Distributionszentrum zu leiten. Er kehrte 1887 zurück, da John Jr. das Unternehmen verlassen hatte, und übernahm dessen Position. Das Geschäft lief so gut, dass die Produktionsstätten immer weiter ausgebaut wurden. Im Jahr 1897 betrug die Jahreskapazität 60.000 Barrel und die Brauerei war auf eine Fläche von fünf Acres angewachsen. Gund-Bier wurde in Wisconsin und nach Dakota, Iowa, Illinois, Minnesota und Nebraska vertrieben.
Am 23. September 1897 zerstörte ein Feuer die gesamte Brauerei bis auf das Maschinenhaus. Es konnte noch genug Bier aus den Kühlhäusern geschafft werden, um den aktuellen Bestellungen nachzukommen. Der Schaden wurde auf 200.000 Dollar geschätzt, von welchen 125.000 durch eine Versicherung übernommen wurden.
Schon am nächsten Tag begann John Gund mit dem Wiederaufbau der Brauerei. Sie wurde vom Architekten Louis Lehle geplant, der schon Gebäude für Blatz und Schlitz entworfen hatte. Am 16. August 1898 war die John Gund Brewery wieder aufgebaut. Durch den kompletten Neuanfang war die Brauerei eine der modernsten ihrer Zeit in den USA. Die Umstellung auf Flaschenbier, die vollautomatischen Wasch- und Abfüllanlagen und der Pasteurisierungsprozess verhalfen dem Unternehmen zu einem raschen Aufschwung.
Bis 1904 war der Kapitalstock der John Gund Brewing Company bereits auf zwei Millionen Dollar angewachsen. Henry Gund war mittlerweile Vizepräsident und Kassenführer, Carl Kurtenacker war Sekretär und General Manager. Am 7. Mai 1910 starb John Gund, sein Sohn Henry wurde neuer Präsident.
Die Gund-Brauerei war eine der größten Brauereien im Nordwesten der USA. Die Marke Gund’s Peerless gewann Preise auf der Paris Exposition im Jahr 1900 und der Louisiana Purchase Exposition 1904. Der Erfolg schlug sich auch in Unternehmenszahlen nieder: Im Jahr 1910 waren 450 Mitarbeiter in der Gund-Brewery angestellt. Im selben Jahr wurden über 600.000 Barrel Bier hergestellt.
Mit dem Beginn der Prohibition musste die John Gund Brewing Company schließen. Aufgrund einer Ausnahmeregelung wurde noch ein Jahr lang ein niedrigalkoholisches „War Beer“ mit einem Gehalt von 2,3–4 % hergestellt. Ein Streik der Brewery Worker’s Union und das Verbot des War Beers bedeuteten schließlich das Ende der Brauerei. Die Gund-Familie verließ La Crosse.
Die Brauerei wurde in den folgenden Jahrzehnten Stück für Stück verkauft. Heutzutage ist nur noch das Abfüllhaus erhalten, welches in das National Register of Historic Places eingetragen wurde.